# Olga Kazi
Olga Kazi   (Budapest, 10 de maig de 1941), de casada Gyulai, és una atleta hongaresa, ja retirada, especialista en curses de mig fons, que va competir entre finals de la dècada de 1950 i mitjans de la de 1960.
El 1960 va prendre part en els Jocs Olímpics d'Estiu de Roma on quedà eliminada en sèries en la cursa dels 800 metres del programa d'atletisme. Quatre anys més tard, als Jocs de Tòquio, disputà dues proves del programa d'atletisme. En ambdues quedà eliminada en sèries
En el seu palmarès destaca una medalla de bronze en els 800 metres del Campionat d'Europa d'atletisme de 1962 i una d'or en les Universíades de 1963. A nivell nacional guanyà 11 campionats hongaresos: dos dels 400 metres, cinc dels 800 metres i un dels 1.500 metres, camp a través, 4x200 metres i equips de camp a través.

## Millors marques
- 400 metres. 54.9" (1963)
- 800 metres. 2' 05.0" (1962)[1][4]